# フェンダー・カスタム・ショップ
フェンダー・カスタム・ショップ (Fender Custom Shop) は、フェンダー社のカスタムオーダーメイドのギター設計製造部門。1987年に設立された。
主にカスタム・ショップ・ビルダーの手によってヴィンテージギターやベースなどを完全再現した製品や、長年使用している楽器のコンディションまで再現する処理の Relic などによって、楽器本体の構造やスペック以外にもディティールに拘った処理をデザインとして採り入れた製品など数多く設計製造している。

## 来歴
当初フェンダー社内やカスタム・ギター・ショップのディーラー・ネットワークにおいて、カスタマーからの特別注文に応えた特別仕様の彫刻やカラーリングなどが施された「アート・ギター」と呼称される種類の製品が製造されていた。

1970年代後半に日本において海賊版ビンテージ・レプリカ・ギターが出回り、国内の複数のギターメーカーがフェンダー社、ギブソン社のビンテージギターを詳細にコピーした商品を発表、ヘッドのデカール以外見分けが付かないほどのギターを販売、当時のラインナップに魅力的なモデルがなく、商品の品質も低下して業績不振に苦しむフェンダー社の経営をさらに圧迫していた。
これら日本製ビンテージ・レプリカブームに始めは静観を決めていた本家フェンダー社であったが1982年に社運をかけたシリーズとしてフジゲン株式会社の技術支援スタッフと共同で自社の旧製品を復刻したビンテージシリーズを発表、ビジネスとしても成功をおさめる。

それらごく初期に製作されたビンテージシリーズモデルはフラートン工場（'85年より工場がコロナに移転）にて後のカスタム・ショップのスタッフにより製作されており、コロナ工場に移転以降レギュラーモデルとなった現行のリイシューシリーズとは別格の扱いを受けている。
1985年にビル・シュルツが最高経営責任者に就任、ビンテージシリーズのスタッフを集めて社内に別の組織として1987年に設立されたのが「フェンダー・カスタム・ショップ」の始まりとなる。
基本的にはフェンダー社最新モデルの仕様における延長線上ではなく、初期フェンダー社のギターとベースが設計製造された時代まで遡った解釈で、当時のモデル群を、使用木材・使用パーツなど楽器の仕様全てに渡って同じスペックで再現し、塗装や使用感などのファクターも再現するなど、初期のビンテージシリーズのコンセプトをさらに押し進め、時代を超えて使用または保存されてきた楽器と寸分も違わぬ製品として設計製造している。
特に1965年のCBSによる買収以前のモデルを中心としたラインナップが揃えられていて、「カスタム・アーティスト」というシリーズでは、フェンダー社の楽器を使用している高名なギタリストやベーシストが使用している楽器そのものを楽器スペック以外にも傷やサビ、塗装の状態などの全てを忠実に再現した芸術的モデルを製造していて、こちらのシリーズは非常に高額ながらもすぐに完売されてしまうなど、根強い人気を誇っている。カスタム・アーティスト以外のモデルでは、特定の製造年を定めたギターまたはベースの楽器仕様を全てを再現していて、製造方法も当時のハンド・メイド状態とほぼ同じで、CBS移行後の大量生産スタイルとは明らかに異なっている手間の掛かった製造方法を採っている。特に有名なミュージシャンが使用しているギターやベースなどのカスタム・アーティスト製品群は世界限定生産などのためコレクターズ・アイテムになる状況で、発売から数時間で完売するケースもある。
製造の際にはシリーズ毎に製作に関わるカスタム・ギター・ビルダーの人数等が違っていて、標準的なシリーズの場合には複数のビルダーが楽器の製造パート毎に分担したグループ作業になっているが、特別なシリーズの場合にはマスター・ギター・ビルダー独りで全ての工作作業を完結させ、その場合にはビルダーの名前を冠したモデル名として発売されている。マスター・ビルダー・モデルの場合には通常のカスタム・ショップ製品2倍から3倍の値段が付いているが、たった１人のマスター・ギター・ビルダーが全作業をハンド・メイドでこなしている製品となっているため、フェンダー社のヴィンテージ・モデルと同等の受け入れられ方をしている。

## エイジング加工
フェンダー・カスタム・ショップはわざと汚したり傷をつけるエイジング加工という塗装が好んで使われている。発売されている機種の中には「NOS」と「CC」と「Relic」がある。「NOS」は「New Old Stock」の略で当時の楽器をタイムマシンを使って現代に持ち込んだ、全くの新品状態というコンセプトで作成されたものでエージング処理はされていない。「CC」と「Relic」はエージング処理がされており、「CC」は「Closet Classic」の略で楽器を新品状態から長期間ハードケースなどへ入れたまま保存してきたディティールを再現するための加工方法で、ボディ各所への傷や腐食などはあまり起きていないが、塗装色の減衰や金属パーツとプラスティック・パーツなどへの経年変化などは新品状態より退行した状況を再現するための手法になっている。そして、「Relic」の方は、NOSやCCの場合とはコンセプトが異なり、長期間使用している内に楽器に対して起こる使用感としての変化を特殊処理で再現したエイジング加工処理で、ネック、ボディに対する傷や塗装の剥がれ、塗装色の減退、金属パーツへのサビなどの腐食現象、プラスティック・パーツの変形や割れなどの経年変化を特殊技術で再現するための加工方法で製造された仕様と登録商標名になっている。

## 現職スタッフ
| 名前                                 | 役職                   | 説明 |
| ------------------------------------ | ---------------------- | --- |
| マイク・エルドレッド (Mike Eldred)   | ディレクター           | シャーベル (現：ジャクソン／シャーベル) でギター製作のキャリアをスタートし、ランディ・ローズ、ジェフ・ベック、アラン・ホールズワース、ゲイリー・ムーア、エドワード・ヴァン・ヘイレン達のギター・ビルディングに携わってきた。1996年にFCSの一員となった。現在はカスタム部門のセールス及びマーケティングにおける総責任者。 (カスタム部門とは、フェンダーをはじめシャーベル、ジャクソン等すべてのフェンダー傘下ブランドのハイエンド製品に特化したセクション) |
| ユーリ・シスコフ (Yuriy Shishkov)    | シニアマスタービルダー | 1964年3月17日生まれ (57歳) 、ソビエト連邦生まれ。 2000年にFCSの一員となった。山野楽器オーダーによる世界でそれぞれ1本しかないエヴァンゲリオンの綾波レイをモチーフにしたストラトキャスターとテレキャスターの製作にも携わった |
| トッド・クラウス (Todd Krause)       | シニアマスタービルダー | 1960年3月22日生まれ (61歳) 、ミネソタ州、ミネアポリス生まれ。 1991年3月にFCSの一員となった。 |
| ステファン・スターン (Stephen Stern) | シニアマスタービルダー | ジャクソン/シャーベルで職人としてのキャリアをスタートし、1993年にFCSの一員となった。ダキストに師事、ダキストが逝去した1995年まで共にダキストギターを製作。 |
| デニス・ガルスカ (Dennis Galuszka)   | マスタービルダー       | 1967年8月4日生まれ (54歳) 、カリフォルニア州、リバーサイド生まれ。 1999年にFCSの一員となった。高中正義のシグネイチャーモデルを手がける。モダンスペックの仕様を得意とする。 |
| グレッグ・フェスラー (Greg Fessler)  | マスタービルダー       | 1961年5月11日生まれ (60歳) 、カリフォルニア州、ロスアンゼルス生まれ。 1990年にFCSの一員となった。ロベン・フォード専属ビルダー。 |
| ジェイソン・スミス (Jason Smith)     | マスタービルダー       | 1976年1月11日生まれ (45歳) 、ニューヨーク州、ロチェスター生まれ。 1995年1月にFCSの一員となった。フェンダー製品の研究開発において多大なる実績を残したダン・スミスを父に持ち、自身も13年間に渡ってフェンダーに従事しているベテラン。FCSでは故・ジョン・イングリッシュに師事、氏の意志を引き継ぐ形で春畑道哉のシグネイチャーモデルの製作を担当した。 |
| ポール・ウォーラ                     | マスタービルダー       | |
| デイル・ウィルソン                   | マスタービルダー       | |
| カイル・マクミリン                   | マスタービルダー       | |

## 元スタッフ・関連人物
| 名前                                        | 在籍時の役職                             | 説明 |
| ------------------------------------------- | ---------------------------------------- | --- |
| John Page                                   | シニアマスタービルダー                   | FCS設立時スタッフで、John Page Guitars社のCEO。 |
| John Suhr                                   | シニアマスタービルダー                   | FCS設立時スタッフで、 SuhrGuitars / JS Technologies のオーナーで、1987年に ペンサ で「Pensa-Suhr MK Signature Model」という マーク・ノップラー・モデルに関わった人物。 |
| Larry L. Brooks                             | シニアマスタービルダー                   | FCS設立時スタッフで、 Brooks Guitarsの社長。ニルヴァーナのカート・コバーンと共に Jag-Stang Guitar をデザインした人物でもある。 |
| 杉本眞                                      | 技術アドバイザー                         | フジゲンから技術支援として派遣されたチームの一人。Sugi Guitarsオーナー。 |
| J. W. Black                                 | シニアマスタービルダー                   | 退職後は一時ギター製造を離れ、後にJ.W.Black Guitarsを設立 |
| Michael Stevens                             |                                          | FCS設立時スタッフで、Stevens Guitars社のオーナー |
| ジョン・イングリッシュ (John English)       |                                          | 1950年生まれ、1970年にフェンダーへ入り、フレディ・タバレスやビル・カーソンといったフェンダー・オリジナル・メンバーと共に歴史を築きあげてきた人物。カスタム・ショップにおけるオリジナル・ビルダーとして活躍。卓越した技術、ヴィンテージ楽器に長けた知識、そしてアート・ギターを製作する芸術センス、どれをとってもマスター・ビルダーと呼ばれるに相応しい存在だった。エレクトリック・ギターには馴染みの少ない木材や金属を駆使して芸術的なカスタム・ギターを製作する技術をも併せ持った。2007年6月28日（満57歳）没 |
| Gene Baker                                  | シニアマスタービルダー                   | 元ギブソンカスタムショップのマスタービルダーであるb3 Guitarsの社長。1998年〜2009年までの間に SuperStrat スタイルの Fender Showmaster シリーズ製作に関与。 |
| アレックス・ニコラス (Alex Nicholas)        |                                          | フェンダー・カスタム・ショップ製造部門の責任者。、もともとメカニカル・エンジニアリングが専門であり、フェンダーでは製造技術に関するエンジニアとして、その生産工程の改善や品質改良に尽力している。チーム・ビルト及びチーム・ビルト・カスタムの認定証に記されるサインは彼のサイン。 |
| クリス・フレミング (Christopher W. Fleming) | マスタービルダー                         | 1954年生まれ、ギター製作および修理の経験を持ち、さらにバイオリンやコントラバスといったクラシック系の楽器製作にも造詣が深かったクリスは、2000年にフェンダーに入社した。ジョン・イングリッシュ、フレッド・スチュワートたちのアシスタントを務めた彼は、03年1月マスタービルダーへと昇格を果たした。ビンテージ・モデルの再現力に関しては、彼の右に出るものは居ないと言われている。現在はフェンダー社のR&D部門にて、豊富な経験と知識をフェンダー製品に反映させている。                                              |
| Alan Hamel                                  |                                          | |
| Alex Perez                                  | アーティストリレーションマスタービルダー | アーティストリレーション部門のマスタービルダーで、一般向けに製造されるギターではなくFenderと契約しているアーティストのためのワンオフ製造のギターを一手に製造していた。カスタマーサービス部門からカスタムショップ入りし、前任者であるマーク・ケンドリックのアシスタントを経て、後任としてアーティストリレーション部門を担当 |
| Art Esparza                                 | マスタービルダー                         | 1987年にFenderに入社後、カスタムショップにスカウトされ、マスタービルダーとなる。バディ・ガイのポルカドット・ストラトキャスターやアーニー・アイズレー等のギターを手掛けるが2004年に健康上の問題から退社、一時ギター製造から離れるが、療養の後にギター製造を再開、現在はアルミ製ボディで知られるJames Trussaltでギター製造を行っている |
| Brett Faust                                 | ビルダー                                 | 辞職後ワーモスのビルダーを経て、現在USA Custom Guitarsのマスタービルダー。 |
| Dave Nichols                                |                                          | |
| Duane Boulanger                             |                                          | |
| Fred Stuart                                 |                                          | |
| George Amicay                               | マスターアーティザン                     | ギター製造ではなく、彫金や彫刻、インレイワークを主に担う「マスターアーティザン」として活躍していた |
| Jason Davis                                 | マスタービルダー                         | 僅か17歳からギター製造に身を置き、B.C.リッチやJackson/Charvelを経てFender Customshopの一員となった |
| Jay Madore                                  |                                          | 現在 suhr master luthier |
| Kenny Gin                                   |                                          | 現在suhr master luthier |
| Louis Salgado                               | マスタービルダー                         | マスタービルダーとしての活動は僅か二年余りと短く、自身のコンピュータプログラミングの技術を生かしてR&D部門に移動している |
| Mike Bump                                   |                                          | |
| Mike Ponce                                  | マスタービルダー                         | SuhrGuitarsの工場長を経た後、2018年8月にPonce Guitarsを設立 |
| Ralph Esposito                              |                                          | |
| Ronee Pena                                  |                                          | |
| Scott Buehl                                 |                                          | |
| Steve Boulanger                             |                                          | |
| Scott Grant                                 | Production Supervisor                    | |
| 岩撫 安彦                                   | マスタービルダー                         | 1953年生れ。2007年よりギブソン・ギター・コーポレーション・ジャパンの社長。 |

## 製品のカテゴリー
マスター・ビルト
マスター・ビルダーが、１人で木材の選定〜加工〜組み立てまでの全てを行う特別な行程と、その方法で製作されたモデル。製品名の中に製作したマスター・ビルダーの名前が入れられた形で発売されているため、ビルダー毎の楽器特性を選ぶ事も出来る。特にジョン・イングリッシュ制作のギターは、初期のフェンダー社製品と寸分違わぬ出来上がりのため、非常に人気がある。
チーム・ビルト
複数のビルダーによる共同作業で製作される行程と、その方法で製作されたモデル。各々の得意分野を持ち寄って製作され、数量限定で生産される特別モデルなど、カタログ・モデルとは異なる。
カスタム・コレクション
シグネーチャー・モデルなどカタログ・モデルとなるシリーズを製作する際の製作工程と、その方法で製作されたモデル。

## 主なモデル

### Stratocaster
CUSTOM SHOP TRIBUTE

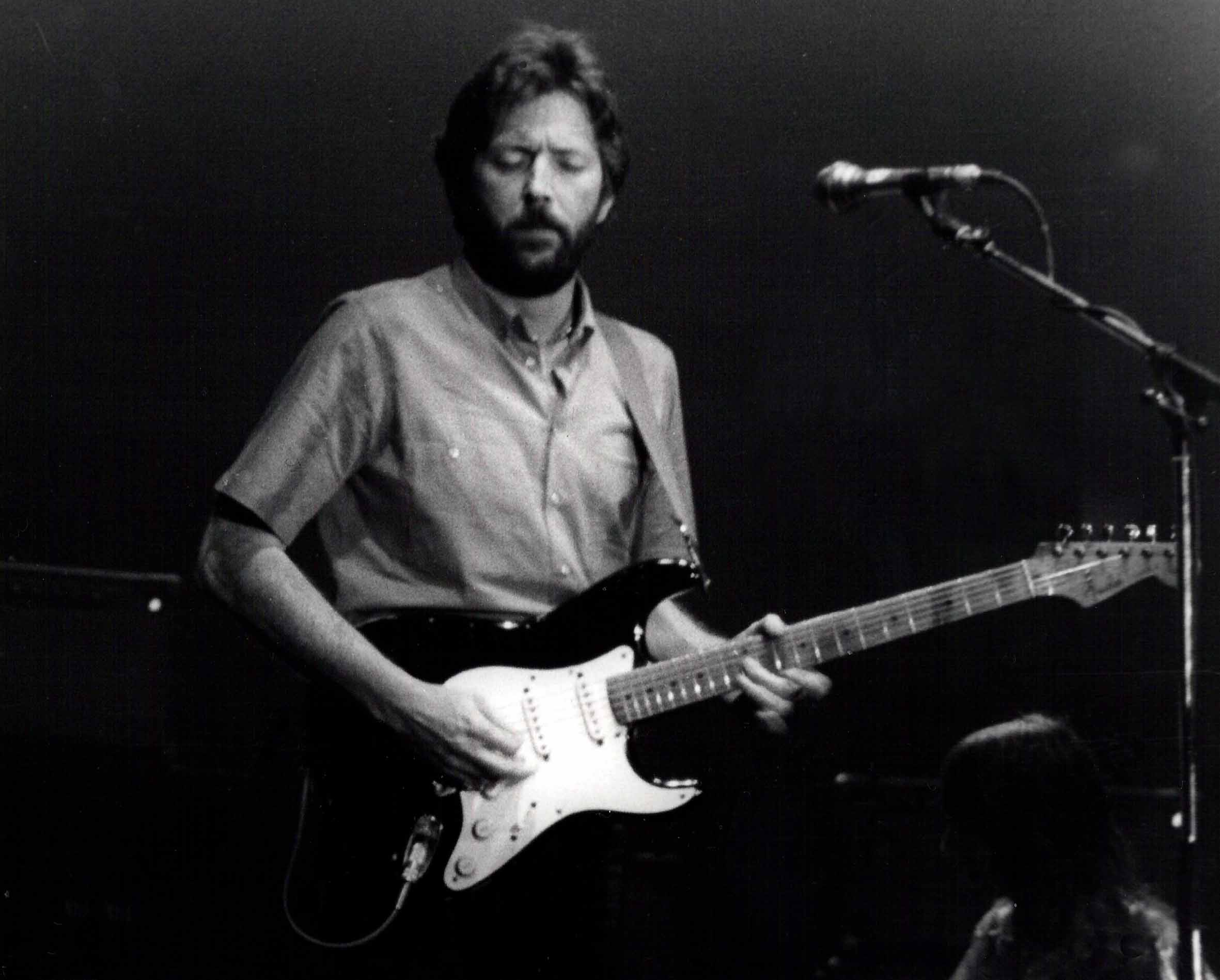
Eric Clapton

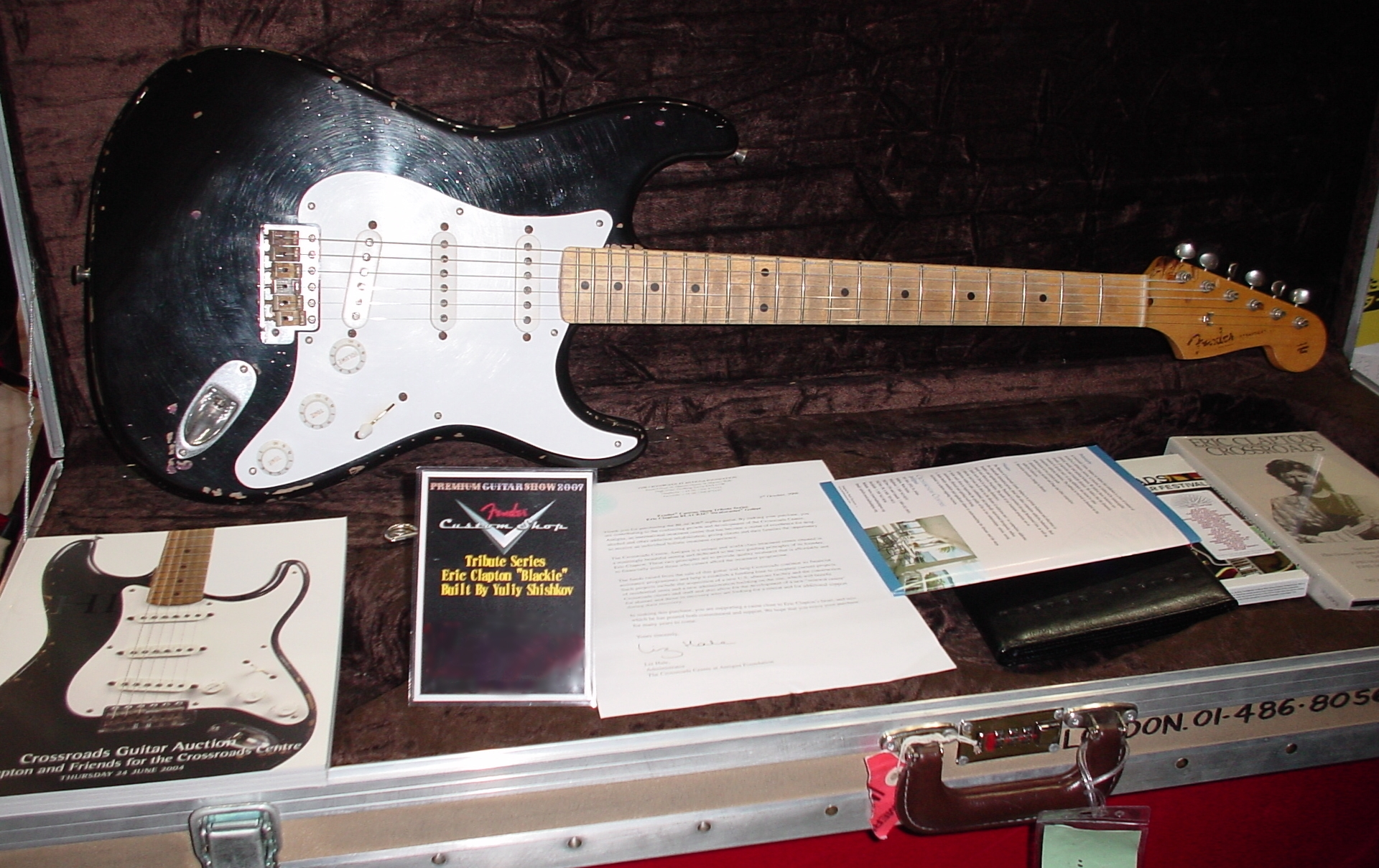
The Eric Clapton BLACKIE Stratocaster

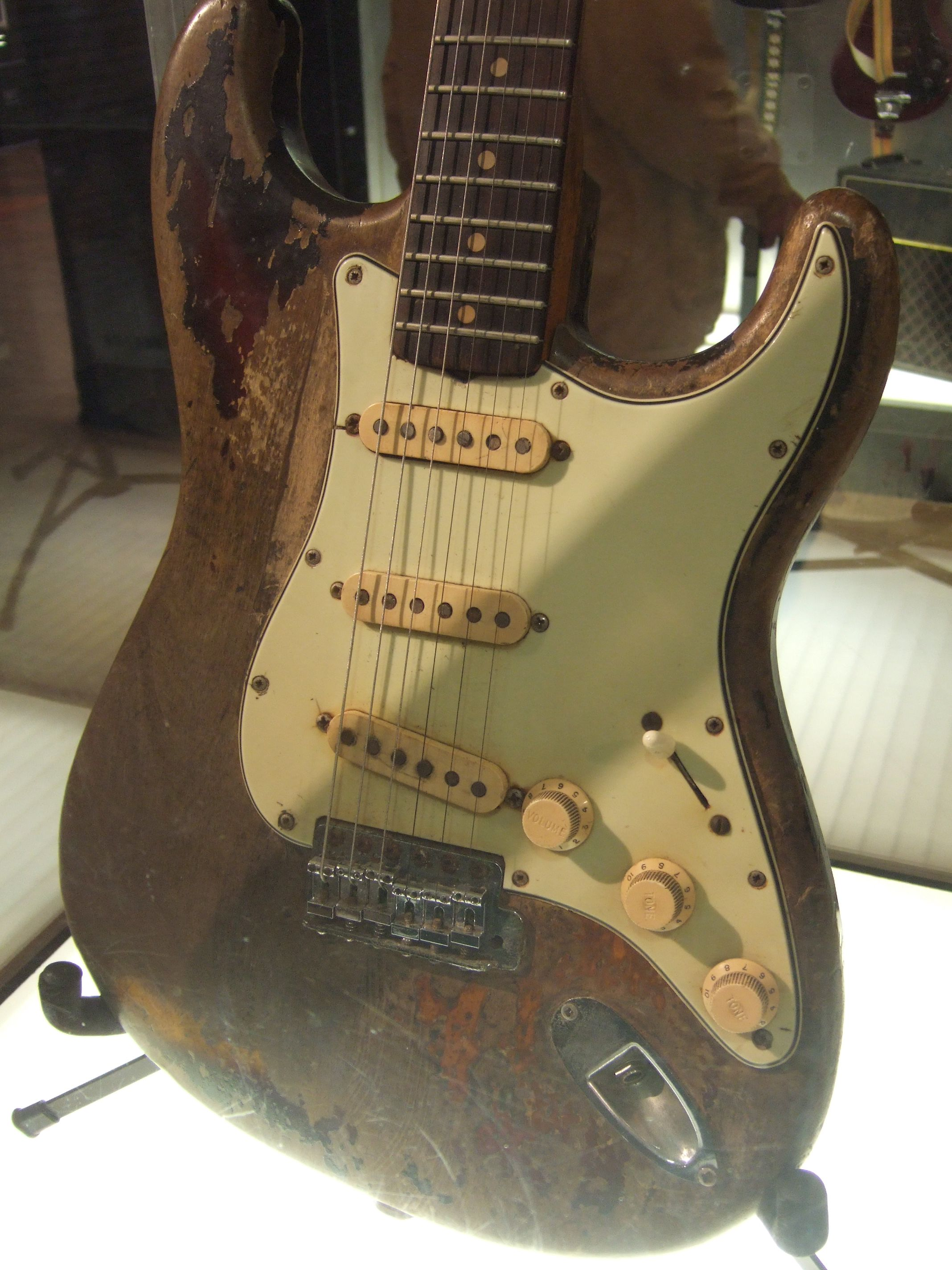
Rory Gallagher's Battered Stratocaster

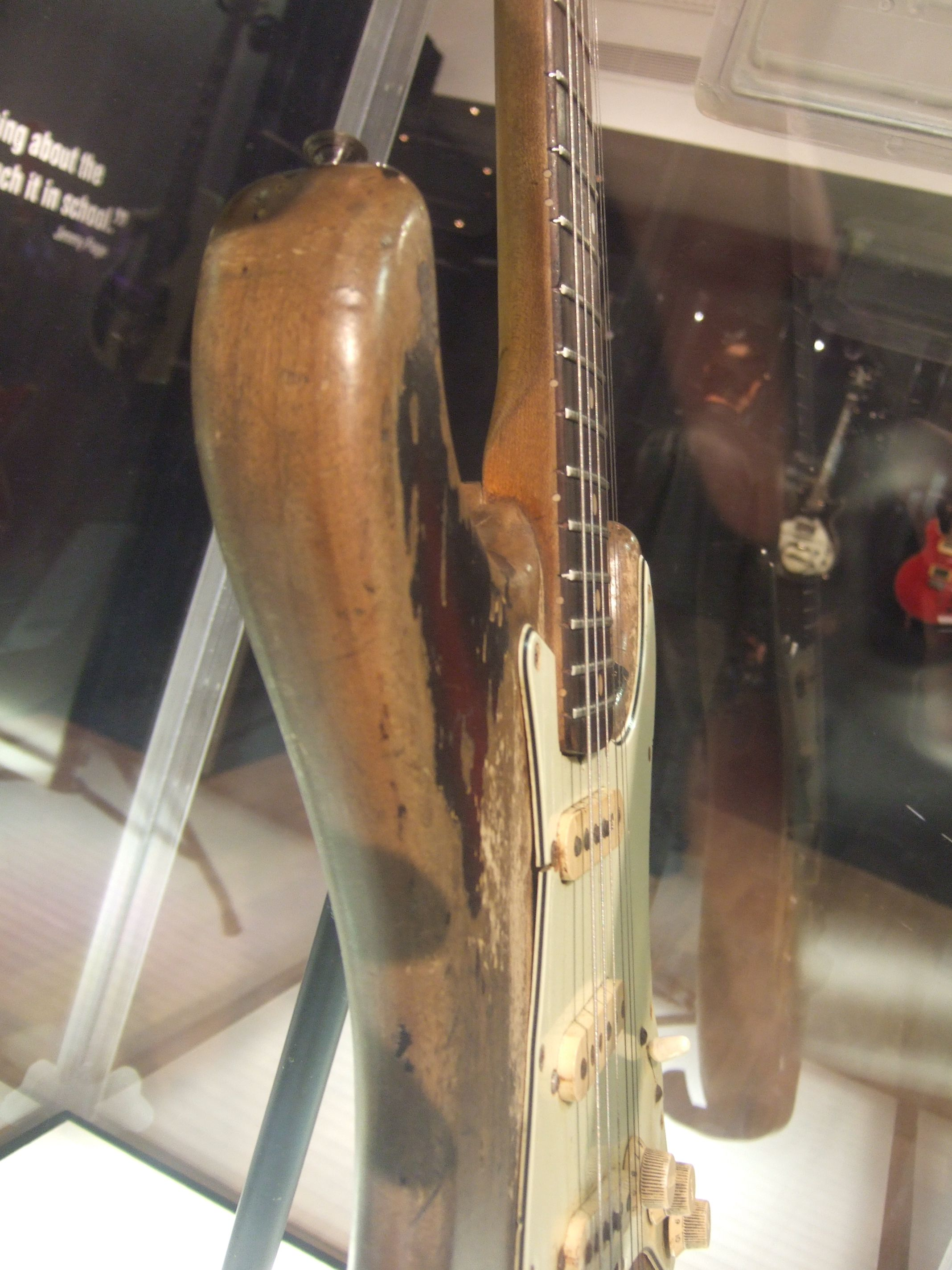
Rory Gallagher's Battered Stratocaster

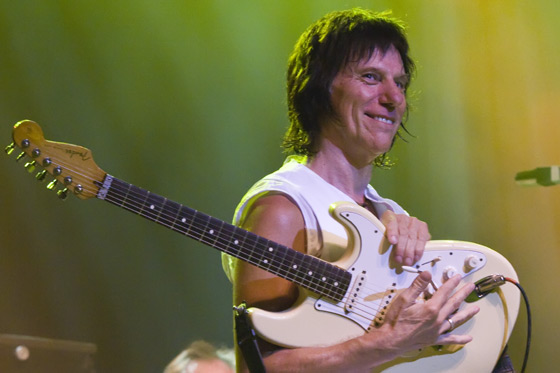
Jeff Beck

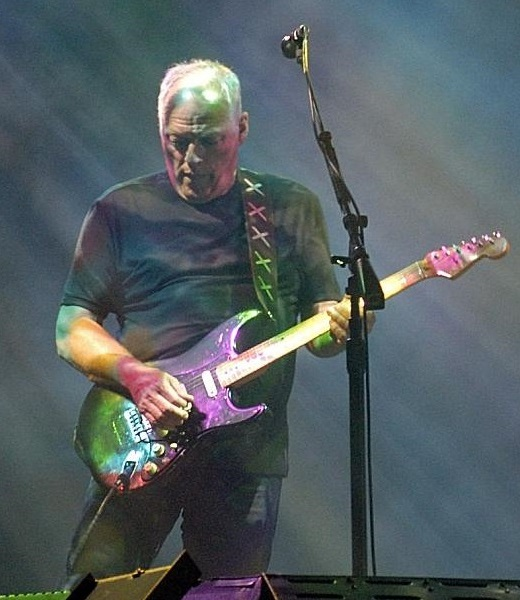
David Gilmour

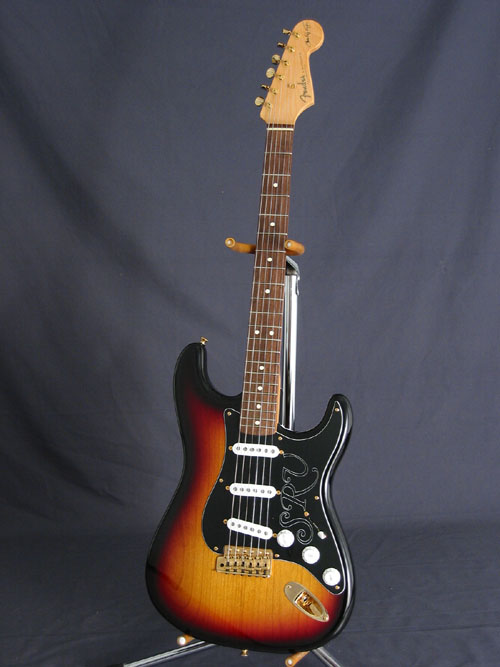
SRV Signature Stratocaster

- The Eric Clapton BLACKIE Stratocaster

エリック・クラプトンが所有していた1956年製のフェンダー・ストラトキャスター「ブラッキー」の仕様とコンディション、及びヘッドに残るタバコで焦げた後など全てと、クラプトンがツアーで使用していたギター・ハード・ケースまでも再現したトリビュート・モデル。発売とほぼ同時に完売してしまった稀少モデルで、コレクターズ・アイテムになっている。日本の著名な人物では、福山雅治が所有、ライブでも使用した事がある。
- Rory Gallagher Tribute Stratocaster

Rory Gallagher がメインで使用していたStratocasterを塗装の剥げ方や傷など全てを忠実に再現したトリビュート・モデル。
- Stevie Ray Vaughan - SRV Tribute Stratocaster

Stevie Ray Vaughan が使用していたStratocasterを塗装の剥げ方や傷など全てを忠実に再現したトリビュート・モデル。
CUSTOM ARTIST
- David Gilmour Stratocaster NOS
- David Gilmour Stratocaster Relic
- Dick Dale Signature Stratocaster
- Eric Clapton 10th Anniversary of Crossroads Antigua Custom Shop Stratocaster
- Eric Clapton Signature Stratocaster
- Jeff Beck Signature Stratocaster
- Robert Cray Signature Stratocaster
- Robin Trower Signature Stratocaster
- Stevie Ray Vaughan - SRV Signature Stratocaster

CUSTOM DELUXE
- Custom Deluxe Stratocaster

CUSTOM SHOP LIMITED EDITION
- '50th Anniversary 1957 George Fullerton Stratocaster (Masterbuilt Closet Classic) with Lacquered Tweed Pro Junior Amplifier
- LTD 60th Anniversary Presidential Select Stratocaster
- Master Salute Stratocaster LTD

CUSTOM SHOP LTD DEALER SELECT
- LTD Dealer Select Wildwood "10s" 1956 Stratocaster Relic
- LTD Dealer Select Wildwood "10s" 1956 Stratocaster Relic
- LTD Dealer Select Wildwood "10s" 1959 Stratocaster Relic
- LTD Dealer Select Wildwood "10s" 1959 Stratocaster Relic
- Make'n Music 1950s Stratocaster Closet Classic
- Make'n Music 1959 Stratocaster Closet Classic
- Make'n Music MVP 1950s Stratocaster Heavy Relic Masterbuilt
- Make'n Music MVP 1950s Stratocaster Heavy Relic Masterbuilt
- Make'n Music MVP 1960s Stratocaster Heavy Relic Masterbuilt
- Make'n Music MVP 1960s Stratocaster Heavy Relic Masterbuilt
- Music Zoo Masterbuilt "Ultimate" Relic Stratocaster
- Music Zoo "No-Neck" '60s Stratocaster (Available in NOS and Relic Finishes)
- Music Zoo "No-Neck" '60s Stratocaster (Available in NOS and Relic Finishes)
- Music Zoo "Not-Rod" Stratocaster (Available in NOS and Light Relic Finishes)
- Music Zoo "Not-Rod" Stratocaster (Available in NOS and Light Relic Finishes)

CUSTOM SHOP LTD UK DEALER SELECT
- UK Dealer Select Custom Red '59 Strat NOS

CUSTOM SHOP SPECIAL EDITION
- Classic HBS-1 Stratocaster NOS
- Classic HBS-1 Stratocaster Relic

LIMITED COLLECTION
- 1956 Stratocaster Relic
- 1960 Stratocaster Relic
- Limited 1964 Stratocaster Relic
- Stratocaster Pro Relic

TIME MACHINE
- '56 Stratocaster NOS
- '56 Stratocaster Relic
- '60 Stratocaster NOS
- '60 Stratocaster Relic
- '69 Stratocaster NOS
- '69 Stratocaster Relic

OTHERS
- 1957 Heavy Relic Stratocaster
- 1957 Heavy Relic Stratocaster (Dakota Red)
- 1957 Heavy Relic Stratocaster (Nocaster Blonde)
- 1962 Heavy Relic Stratocaster (Candy Tangerine)
- 1962 Heavy Relic Stratocaster (Lake Placid Blue)
- 1962 Heavy Relic Stratocaster (Sonic Blue)
- 1962 Heavy Relic Stratocaster (Vintage White)
- Custom Deluxe Modified Strat (Sienna Sunburst)

### Telecaster
CUSTOM SHOP TRIBUTE
- Andy Summers Tribute Telecaster

ポリスのアンディ・サマーズが使用しているモデルを忠実に再現したギター。
CUSTOM ARTIST
- Albert Collins Signature Telecaster
- Danny Gatton Signature Telecaster
- J5 Bigsby Telecaster
- J5 Telecaster
- Merle Haggard Signature Telecaster
- Robben Ford Signature Model

CUSTOM SHOP LIMITED EDITION
- Closet Classic Tele/Strat Hybrid LTD (Builder Select - Masterbuilt by Chris)
- LTD Master Design 1955 Telecaster & Pro Junior Relic'd Set (Teambuilt)

CUSTOM SHOP LTD DEALER SELECT
- LTD Dealer Select Wildwood "10s" '52 Telecaster Relic
- LTD Dealer Select Wildwood "10s" '52 Telecaster Relic
- LTD Dealer Select Wildwood "10s" 1959 Telecaster Custom Relic
- LTD Dealer Select Wildwood "10s" 1959 Telecaster Relic
- Make'n Music '60s Telecaster Closet Classic
- Make'n Music MVP 1950s Telecaster Heavy Relic Masterbuilt
- Make'n Music MVP 1960s Telecaster Heavy Relic Masterbuilt

CUSTOM SHOP SPECIAL EDITION
- Classic S-1 Telecaster NOS
- Classic S-1 Telecaster Relic

LIMITED COLLECTION
- 1950s Telecaster Thinline NOS
- 1950s Telecaster Thinline Relic
- La Cabronita Especial (One Pickup)
- La Cabronita Especial (Two Pickup)
- Limited 1964 Telecaster Relic
- Telecaster Pro Relic

TIME MACHINE
- '63 Telecaster NOS
- '63 Telecaster Relic

OTHERS
- 1952 Heavy Relic Telecaster
- 1952 Heavy Relic Telecaster (Black)
- 1952 Heavy Relic Telecaster (Dakota Red)
- Custom Deluxe Modified Telecaster (Violin Burst)

### Esquire
CUSTOM SHOP TRIBUTE
- Tribute Series Jeff Beck Esquire

CUSTOM ARTIST
- Seymour Duncan Signature Esquire

CUSTOM SHOP LIMITED EDITION
- '50s Top Bound Esquire Relic

### NoCaster
LIMITED COLLECTION
- 1951 NoCaster Relic

TIME MACHINE
- '51 NoCaster NOS
- '51 NoCaster Relic

### Jazz Bass
CUSTOM SHOP TRIBUTE

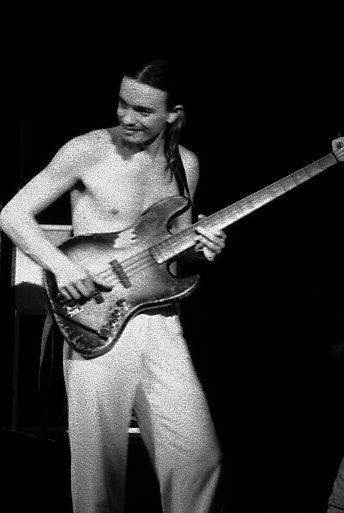
Jaco Pastorius

- Jaco Pastorius Tribute Jazz Bass Fretless

CUSTOM ARTIST
- Reggie Hamilton Jazz Bass
- Reggie Hamilton Jazz Bass V

LIMITED COLLECTION
- '64 Jazz Bass NOS
- '64 Jazz Bass Relic
- Zero Fret Vintage Jazz Bass LTD
- 1966 Jazz Bass Closet Classic LTD
- 1970 Jazz Bass Closet Classic LTD

TIME MACHINE
- '64 Jazz Bass NOS
- '64 Jazz Bass Relic
- '64 Jazz Bass Closet Classic
- Custom Classic Jazz Bass
- Custom Classic Jazz Bass V (5-String)

### Precision Bass
CUSTOM ARTIST
- Pino Palladino Signature Precision Bass

TIME MACHINE
- '55 Precision Bass Closet Classic
- '55 Precision Bass NOS
- '55 Precision Bass Relic
- '59 Precision Bass Closet Classic
- '59 Precision Bass NOS
- '59 Precision Bass Relic

### Bass VI
- LTD Release Bass VI NOS